# 에델과 어니스트
《에델과 어니스트》(영어: Ethel & Ernest)는 2016년에 개봉한 영국의 애니메이션, 드라마 영화이다.

## 줄거리
1920년대 런던의 한 우유 배달부와 가정부, 여느 보통의 남녀가 서로 사랑에 빠진다. 40년간 영국이 겪었던 격변의 소용돌이 속에도 변함없던 특별한 사랑이 따스한 한 폭의 그림으로 펼쳐진다. <눈사람 아저씨>의 원작자로 유명한 레이먼드 브릭스의 부모, 에델과 어니스트에 대한 동화 같은 실화.

## 목소리 출연
주연
- 짐 브로드벤트: 어니스트 브릭스 역
- 브렌다 블레신: 에델 브릭스 역

조연
- 루크 트레더웨이: 레이먼드 브릭스 역
  - 해리 콜렛 : 어린 레이먼드 브릭스 역
- 팸 페리스: 미세스 베넷 / 베티 아줌마 역
- 로저 알람: 중년 의사 역
- 피터 와이트: 번리 형사 역

단역
- 버지니아 맥케나